# 전북지방병무청
전북지방병무청(全北地方兵務廳, Cheonbuk Regional Military Manpower Administration)은 전북특별자치도 지역의 징집·소집 그 밖에 병무 행정에 관한 사무를 관장하는 대한민국 병무청의 소속기관이다. 1998년 2월 28일 발족하였으며, 전북특별자치도 전주시 완산구 관선3길 14에 위치하고 있다. 청장은 고위공무원단 나등급에 속하는 일반직공무원으로 보한다.

## 연혁
- 1949년 9월: 육군본부 예하 전라북도 병사구사령부로 발족.
- 1962년 10월 31일: 국방부 소속 전라북도병무청으로 개편.[2]
- 1970년 8월 20일: 병무청 소속 전라북도지방병무청으로 개편.[3]
- 1981년 11월 2일: 광주지방병무청 소속 전주병무지청으로 개편.[4]
- 1984년 12월 10일: 전주지방병무청으로 승격.[5]
- 1998년 2월 28일: 전북지방병무청으로 개편.[6]

## 관할구역
- 전북특별자치도

## 조직

### 청장
- 운영지원과[7]
- 병역판정검사과[8]
- 현역입영과[9]
- 동원관리과[9]
- 사회복무과[9]
- 고객지원과[10]